# Rhinocypha xanthe
Rhinocypha xanthe är en trollsländeart som beskrevs av Friedrich Ris 1927. Rhinocypha xanthe ingår i släktet Rhinocypha och familjen Chlorocyphidae. IUCN kategoriserar arten globalt som nära hotad. Inga underarter finns listade i Catalogue of Life.